# ARA Pampa (1895)
El ARA Pampa fue un buque de vapor que sirvió como transporte en la Armada Argentina, cumpliendo servicio en apoyo de la colonización de la Patagonia Argentina.

## Historia
Hacia fines del siglo XIX, habida cuenta de la experiencia adquirida tras los sucesos que motivaron la Expedición Py, las operaciones de apoyo a las campañas al desierto y la conflictiva situación con Chile, el Ministerio de Guerra y Marina de la República Argentina afectó algunos pequeños transportes al servicio permanente entre la ciudad de Buenos Aires y la Patagonia Argentina, con escalas en Bahía Blanca y las colonias galesas del Chubut. Sin embargo la flotilla estaba compuesta de unidades lentas y de escaso porte: el transporte Piedrabuena (la cañonera Paraná) y la cañonera Uruguay, ambos viejos vapores de la llamada Escuadra Sarmiento, el ARA Ushuaia de 500 t, Azopardo (383 t), Santa Cruz y el vapor transporte Villarino que, con 1192 t de desplazamiento, era probablemente el más adecuado para la tarea.
A fines de 1894 el gobierno argentino adquirió en £ 47.000 a la compañía de Navegación Pinillo, Izquierdo y Cía. los vapores mercantes Cádiz y Barcelona, que se construían en los astilleros Charles Connell, de Glasgow, Inglaterra.
Con casco de acero con doble fondo, eran propulsados por una máquina alternativa de vapor de triple expansión con una potencia de 3500 HP que les permitían una velocidad de crucero de 9 nudos y máxima con media carga de 14.5 nudos. Llevaban dínamos Siemens Compound de 55 V y 110 A.
Sus carboneras tenían una capacidad de 712 t lo que les proporcionaba una autonomía de 10944 millas. 
Sus tripulaciones eran de 95 hombres.
Tenían una eslora de 119 m, manga de 14 m, puntal de 10 m, un calado de 7.80 m y un desplazamiento máximo de 8700 t con un tonelaje bruto de 4020 t y neto de 3224 t. 
Dificultades financieras y burocráticas demoraron la finalización de la concreción de la operación hasta que por decreto del 4 de noviembre de 1895 se aprobó la compra. El Cádiz fue trasladado a la Argentina con tripulación mercante inglesa y tras arribar al puerto de la ciudad de Buenos Aires, renombrado Pampa, pasó de inmediato a los Talleres de Marina de Dársena Norte para realizar urgentes y extensas reparaciones, que por magnitud e inconvenientes financieros se extendieron hasta marzo de 1897, cuando se incorporó finalmente a la escuadra de transportes en órbita de la Intendencia de la Armada al mando del teniente de navío Luis E. Calderón.
Era el tercer buque de la Armada Argentina en llevar el nombre Pampa en homenaje a esa región.
Durante 1898 sirvió en maniobras como carbonero de la División Río de la Plata. En el primer trimestre de 1899 participó de maniobras con la escuadra en Ushuaia, tras lo que viajó a Inglaterra en marzo y en septiembre en procura de carbón.
En abril de 1900 viajó nuevamente a Europa, pero debió permanecer en Hamburgo entre mayo y agosto por reparaciones. Regresó a Buenos Aires en octubre con carga de carbón, munición y efectos navales. 
En noviembre asumió el mando el teniente de navío Leopoldo Gard. Durante 1901 realizó cuatro viajes a las costas de la Patagonia argentina auxiliando en la construcción de depósitos carboneros en los puertos patagónicos en previsión de un eventual conflicto con Chile. 
En septiembre tomó su comando el teniente de navío Luis A. Lan, con quien participó de las maniobras navales de 1902 integrando la 2° División de Mar. 
En abril al mando del teniente de navío Tomás Zurueta viajó a Sudáfrica para traer carbón. 
En agosto, ahora al mando del capitán de fragata Luis E. Calderón, viajó a Amberes para trasladar material de guerra. 
El 20 de noviembre pasó al mando del teniente de navío Vicente Oliden, efectuando dos viajes a la Base Naval Puerto Belgrano.
Durante 1903, al mando sucesivo de los tenientes de navío Oliden, Beltrán Besson (junio, en comisión) y Florencio Donovan (septiembre), efectuó dos viajes a Cardiff por carbón.
Durante 1904, al mando sucesivo de los tenientes de navío Donovan, Lorenzo Saborido (marzo, en comisión) y Ángel Elias (octubre) efectuó cuatro viajes redondos entre Buenos Aires y Ushuaia. 
En 1905, al mando de Elías, efectuó otros cuatro viajes a Ushuaia.
Entre enero y marzo de 1906 pasó a ejercer el mando el capitán de fragata Guillermo Mac Carthy, entregándolo al capitán de fragata José Moneta que lo retuvo hasta septiembre, cuando se hizo cargo el teniente de navío Enrique Moreno. Ese año efectuó un viaje a Puerto Belgrano y cuatro a Ushuaia. 
En abril de 1907 se hizo cargo el teniente de navío Ricardo Ugarriza. Durante año realizó cuatro viajes a Ushuaia.
En 1908, al mando del teniente de navío Ricardo Hermelo, se integró a la 2° División de la escuadra participando de las maniobras navales del año. En julio regresó a la Intendencia de la Armada viajando a Europa en procura de carbón, tras lo que llegó a efectuar dos viajes a Ushuaia.
En enero de 1909 al mando el teniente de navío Alberto Moreno trasladó a Inglaterra a las dotaciones de las cañoneras Rosario y Paraná, participando a su regreso como buque carbonero en las maniobras navales del año.
En junio asumió el teniente de navío Félix Ponsati con quien realizó dos viajes a Ushuaia.
Durante 1910, al mando del capitán de fragata Félix Villold participó de las maniobras navales en celebración del Centenario de la Revolución de Mayo, efectuando luego viajes a Europa para trasladar carbón e insumos navales.
En enero de 1911 tomó el mando el capitán de fragata Antonio Mathe con quien efectuó tres viajes a Ushuaia.
En noviembre asumió el mando el capitán de fragata Powathan Page y en diciembre viajó a Europa trasladando las dotaciones para los destroyers en construcción (N.º 1 al 4 inclusive).
En octubre de 1912 al mando del teniente de navío Vicente Cabello efectuó un viaje a Inglaterra.
En mayo de 1913 fue conducido a Inglaterra por el capitán de fragata Arturo Cervera y entregado al teniente de navío Arturo Cueto, con quien regresó con carga a Buenos Aires a fines de julio, pasando a reparaciones y modificaciones durante las que se lo dotó de una cámara frigorífica y comodidades para transportar a 550 hombres armados.
En marzo de 1914 asumió el mando en comisión el capitán de fragata Nelson Page bajo cuyo comando zarpó en junio a Estados Unidos trasladando a la tripulación del acorazado Rivadavia. 
En octubre asumió el comando el capitán de fragata Carlos Somoza y en noviembre, en división con el Chaco, traslado a Estados Unidos a la tripulación del acorazado Moreno.
A poco de regresar, al mando de Somoza partió nuevamente a Estados Unidos en diciembre de 1914 transportando trigo y otros alimentos de ida e importando carbón, municiones y carga general. En marzo de 1915 asumió el mando el teniente de navío Félix Tiscornia y a fines de junio efectuó un viaje similar, regresando a Puerto Belgrano el 28 de agosto. 
En septiembre asumió el mando el teniente de navío Teodoro Caillet-Bois y el 24 de noviembre zarpó de Puerto Belgrano en un tercer viaje con igual objeto, arribando a Nueva York el 14 de diciembre, y regresando a comienzos de 1916. 
En febrero de 1916 tomó el mando el teniente de navío Federico Rouquaud, con quien efectuó dos viajes a Filadelfia (enero y mayo). En septiembre, al mando del teniente de navío Justino Riobo, efectuó un tercer viaje a los Estados Unidos.
En febrero de 1917 viajó a Estados Unidos al mando del teniente de navío Justino Riobo, regresando en abril. A fines de julio al mando del teniente de navío Regino de la Sota viajó a Nueva York, donde falleció su comandante. En el último trimestre del año viajó por tercera vez a los Estados Unidos.
Al mando del capitán de fragata Jorge Campos Urquiza desde enero de 1918 entre agosto y octubre viajó a New Port News, con escala en Puerto Rico. A su comando y el del teniente de navío Carlos F. Rufino (noviembre) efectuó también un viaje a Ushuaia y otro a Puerto Belgrano.
Entre febrero y abril de 1919 efectuó un viaje a Nueva York y Puerto Rico regresando con carbón, municiones y azúcar. En mayo asumió el mando el capitán de fragata Horacio Oyuela, con quien realizó sólo un viaje a Puerto Belgrano, entregando el comando en diciembre lo entrega al capitán de fragata Juan Bonomi. 
El 14 de enero, nuevamente al mando de Oyuela, zarpó de Río Santiago rumbo a Boston con escalas en Puerto Rico y Norfolk, regresando a Puerto Belgrano el 24 de mayo con carga de carbón, azúcar y municiones. Allí se hizo cargo nuevamente Bonomi pasando a Buenos Aires para reparaciones menores y sin nuevas comisiones fuera de un viaje a Puerto Belgrano.
En 1921 fue afectado como Transporte de Mar al servicio de la 1° División de la escuadra, pero permaneció inactivo. Permaneció en situación de desarme fondeado en la Base Naval de Puerto Belgrano hasta ser radiado del servicio por decreto del 13 de mayo de 1925. 
Fue trasladado como Pontón N°4 al puerto de Quequén, donde se hundió en 1951. En 1954 se resolvió desistir de los intentos de reflotarlo y sus restos fueron cedidos al Instituto Nacional de Reaseguros.